# Hogwarts Legacy
Hogwarts Legacy ist ein Action-Rollenspiel, das von Avalanche Software entwickelt und im Februar 2023 von Warner Bros. Games veröffentlicht wurde. Der Titel spielt in der Fantasy-Welt der Harry-Potter-Romane von Joanne K. Rowling und erschien am 10. Februar 2023 für PlayStation 5, Xbox Series und Microsoft Windows. Am 5. Mai 2023 folgten Versionen für PlayStation 4 und Xbox One, am 14. November für die Nintendo Switch und am 5. Juni 2025 für die Nintendo Switch 2.

## Hintergrund und Handlung
Die Handlung spielt zur Zeit der drohenden Koboldaufstände im späten 19. Jahrhundert im Harry-Potter-Universum. Die Geschichte des Spiels spielt somit vor den Ereignissen aus den Romanen von Joanne K. Rowling. Sie selbst war nicht an der Entwicklung des Spiels beteiligt.
Zu Beginn des Spiels erstellt der Spieler, wie in Rollenspielen üblich, einen eigenen Charakter. Dieser ist ein Schüler der Hogwarts-Schule für Hexerei und Zauberei, der eine verspätete Einladung zur Schule erhält. Es besteht die Möglichkeit zu wählen, welchem der vier an der Schule vertretenen Häuser man angehören will, was aber keine Auswirkung auf das Spielende, sondern auf die sozialen Interaktionen hat. Schon bald entdeckt der Spieler, dass er kein gewöhnlicher Schüler ist, denn er besitzt die ungewöhnliche Fähigkeit, sogenannte alte Magie wahrzunehmen und zu beherrschen, was überaus selten und potenziell gefährlich ist. Der Spieler kann im Laufe des Spiels entscheiden, wie er diese Fähigkeit einsetzt. Darüber hinaus ist es möglich, den Charakter anzupassen und seine Fähigkeiten weiterzuentwickeln.

## Spielwelt
Das Spiel findet in einer offenen Spielwelt im Harry-Potter-Universum statt. Diese enthält neben bereits bekannten auch neue Orte. So sind neben der Zauberer-Schule Hogwarts auch das Zauberer-Dorf Hogsmeade und der Verbotene Wald in direkter Umgebung des Schlosses Handlungsorte des Rollenspiels. Daneben gibt es im Süden ein ausgedehntes Küstengebiet. Das Spielgebiet erstreckt sich insgesamt jedoch nur auf die umliegenden Gebiete von Hogwarts und auf die Zaubererbank Gringotts zu Beginn des Spiels. Die Winkelgasse und andere bekannte Orte der Filme und Bücher sind im Spiel nicht enthalten, lediglich in einer Mission können Hufflepuff-Spieler das Zauberer-Gefängnis Askaban betreten. Die Spieler können zudem mit zahlreichen Kreaturen des Harry-Potter-Universums interagieren.

## Entwicklung
Sowohl Entwickler Avalanche als auch Publisher Portkey Games gehören seit 2017 zu Warner Bros. Games, einer Geschäftseinheit des Konzerns Warner Bros. Entertainment. Das Entwicklerstudio Avalanche war zuvor Teil von Disney Interactive Studios und veröffentlichte unter diesem Label von 2005 bis 2015 Disney-bezogene Titel. Nach der Übernahme durch Warner Bros. Interactive Entertainment entwickelte das Studio noch das Rennspiel Cars 3: Driven to Win, welches 2017 bereits von Warner Bros. Interactive Entertainment veröffentlicht wurde. Hogwarts Legacy ist das erste von Avalanche entwickelte Spiel ohne Disney-Bezug seit der Übernahme durch Warner Bros. Interactive Entertainment. Es wurde bereits Ende 2018 in einem circa einminütigen Video Gameplay-Material aus Hogwarts Legacy geleakt.
Hogwarts Legacy wurde im Rahmen des PlayStation-5-Showcase am 16. September 2020 offiziell angekündigt. Im Rahmen des „State of Play“ von Playstation am 17. März 2022 wurden die ersten 14 Minuten Spielmaterial gezeigt. Zudem wurde hier bekannt, dass die Veröffentlichung im vierten Quartal 2022 erfolgen solle.
Die Veröffentlichung des Spieles war anfangs für das Jahr 2021 vorgesehen. Im Januar 2021 wurde eine Verschiebung der Veröffentlichung auf das Jahr 2022 bekannt gegeben. Im August 2022 wurde eine erneute Verschiebung der Veröffentlichung auf den 10. Februar 2023 erklärt, da der Entwickler mehr Zeit benötigte. Die PC- und die modernen Konsolenversionen wurden wie nun geplant im Februar 2023 veröffentlicht, im April folgten dann die Xbox One und PlayStation 4 Versionen. Eine Version für Nintendo Switch war zunächst für den 25. Juli angekündigt und soll nach einer Terminverschiebung am 14. November erscheinen. Am 25. August 2022 startete der Vorverkauf der Standard- und Deluxeversion.

### Synchronisation
| Rolle | Englischer Sprecher | Deutscher Sprecher |
| --- | ------------------- | --- |
| Spielercharakter (weiblich) | Amelia Gething      | Lin Gothoni |
| Spielercharakter (männlich) | Sebastian Croft     | Lasse Dreyer |
| Astoria Crickett/Cressida Blume | Georgia Dolenz      | |
| Amit Thakkar | Asif Ali            | |
| Eleazar Fig | Nicholas Guy Smith  | Joachim Kaps |
| Everett Clopton | Luke Youngblood     | |
| Matilda Weasley | Lesley Nicol        | Philine Peters-Arnolds |
| Nicholas de Mimsy-Porpington/Sprechender Hut | Jason Anthony       | |
| Natsai „Natty“ Onai | Jessica Hayles      | Emily Gilbert |
| Professor Onai | Kandace Caine       | Dela Dabulamanzi |
| Phineas Niggellus Black | Simon Pegg          | |
| Professor Satyavati Shah | Sohm Kapila         | |
| Sebastian Sallow | Alfie Nugent        | Leon Stiehl |
| Ominis Gaunt |                     | Tom Ferenc |
| Thomas Brown / Bernard Ndiaye / Dorran | Christopher J James | |
| Beatrice Green / Betty Bugbrooke / Feenky / Perdita Strix | Elle Newlands       | |
| Professor Abraham Ronen / Gerbold Ollivander / Deek / Percival Rackham / Eddie Thistlewood / Alfred Lawley / Ackley Barnes / Sir Gareth Seaford / Pádraic Haggarty / Otto Dibble / Sir Cadogan / Rooky / Nonsuch / Hubert Gray                                                                                         | Enn Reitel          | |
| Lodgok / Theophilus Harlow / Fastidio / Timothy Teasdale / Thaddeus Travers / Finley Grimes / Albie Weekes / Crispin Dunne / Edmund Hawkwright / Hans Hoode / Silvanus Selwyn / Sir Nestor Amset | Greg Ellis          | |
| Alexandra Ricketts / Claire Beaumont / Johanna Bickle / Lottie Featherbottom / Effie Bones / Ignatia Wildsmith | Helen Sadler        | |
| Samantha Dale / Lenora Everleigh / Nerida Roberts / Anne Sallow | Holly J. Barrett    | |
| Poppy Sweeting |                     | Birte Baumgardt |
| Professor Dinah Hecat | Jane Windsor        | Arianne Borbach |
| Professor Mirabel Garlick | Moira Quirk         | |
| Blutiger Baron / Parry Pippin / Agabus Philbert / Wigot Spitchwick / Clifford Cromwell / Jasper Trout / Gargoyle / Ackley Barnes / Piers Pemberton / Sir Patrick Delaney-Podmore / Leopold Babcocke / Patrick Redding / Runo Calhoun / Scrope / Heath Heatherton / Jalal Sehmi / Eddie Cleaver / Sir Wensley Dollamott | JB Blanc            | |
| Professor Bai Howin / Fatimah Lawang / Ruth Singer | Jeannie Bolet       | |
| Professor Sharp |                     | Dirk Bublies |
| Viktor Rookwood | Jason Anthony       | Hans Bayer |
| Ranrok |                     | Elmar Gutmann |
| Slytherin Schüler |                     | Felix Isenbügel |
| Solomon Sallow |                     | Felix Würgler |
| George Osric |                     | Klaus-Peter Grap |
| Isidora Morganach | Holly J. Barrett    | Rieke Werner |
| weitere Rollen |                     | Alexander Gaida, Andrea Solter, Ann Vielhaben, Antje von der Ahe, Artur Weimann, Christoph Banken, Emily Gilbert, Eva Thärichen, Friederike Walke, Harald Effenberg, Helen Blaschke, Ilka Teichmüller, Jörg Hengstler, Josefin Hagen, Lara Brieger, Lasse Dreyer, Lin Gothoni, Linus Drews, Lisa Braun, Manuel Elsherif, Michael Baral, Michael Tietz, Nico Stank, Philip Süß, René Dawn-Claude, Samina König, Sophie Lechtenbrink, Stefan Bergel, Stefan Gossler, Sven Brieger, Ushi Hugo, Vivien Gilbert |

## Rezeption
Hogwarts Legacy erhielt laut Wertungsaggregator Metacritic „im Allgemeinen positive Bewertungen“. So wurde unter anderem die grafische und musikalische Präsentation, die Detailtreue hinsichtlich der Lore, die Gestaltung der offenen Welt und das magische Kampfsystem gelobt. Performanceprobleme auf dem PC und teils auch in den Konsolenfassungen wurden hingegen kritisch betrachtet. Laut Wertungsaggregator OpenCritic empfehlen 89 Prozent der Rezensenten das Spiel.
Im Vorfeld der Veröffentlichung wurde aufgrund kontroverser Äußerungen Rowlings zur Geschlechtsidentität zum Boykott des Spiels aufgerufen. Trotzdem entwickelte sich das Spiel zu einer der erfolgreichsten Neuerscheinungen, wurde allein innerhalb der ersten zwei Wochen weltweit über 12 Millionen Mal verkauft und generierte einen Umsatz von rund 850 Millionen US-Dollar.